# Diêm Lệ Mộng

Diêm Lệ Mộng

Diêm Lệ Mộng (tiếng Trung: 閆麗夢; bính âm: Yan Limeng) là tiến sĩ, học giả làm việc tại Học viện Y tế Công cộng của Đại học Hồng Kông. Ngày 10 tháng 7 năm 2020, bà đã xuất hiện trả lời phỏng vấn của kênh Fox News, nói chính quyền Trung Quốc đã che giấu sự thật về dịch bệnh ngay từ khi họ biết virus corona mới có thể truyền từ người sang người. Bà từng định công khai sự thật, nhưng đã bị cản trở.